# Подрод (биология)
Подрод в биологията е таксономичен ранг непосредствено под рода.
В Международния кодекс на зоологическата номенклатура подродовото име може да се използва самостоятелно или да бъде включено в името на вида в скоби, поставено между родовото име и специфичния епитет: например Cowrie (морски охлюви от Индо-Тихия океан), Cypraea (Cypraea) tigris Linnaeus, който принадлежи към подрод Cypraea на род Cypraea. Въпреки това, не е задължително или дори обичайно, когато се дава името на вид, да се включва подродовото име.